# Primavera, Pará
Primavera este un oraș în Pará (PA), Brazilia.